# Václav Mitmánek
Václav Mitmánek (cca 1510 Uherský Brod – cca 1560) byl český duchovní podobojí, pamfletista a vlivný člen dolní konzistoře.

## Život
Narodil se do bratrské rodiny, studoval ve Wittenbergu, Basileji a Paříži; od Jednoty bratrské odpadl. Kněžského svěcení dosáhl roku 1540 v Benátkách, o rok později se stal členem dolní konzistoře.
Byl čelným představitelem novoutrakvismu – proudu, který sympatizoval s luterstvím. Roku 1543 neúspěšně usiloval o organizační osamostatnění protestantů (utrakvistů a Jednoty bratrské) v Čechách.
Veřejně králi Ferdinandovi I. vytknul, že nemá právo vměšovat se duchovních záležitostí. Králi řekl:
| „                                                       | ... k tomu od Boha povoláni neráčíte býti, abyšte duchovní věci spravovali, než v spravování věci světské Bůh jest Vaší Mti královské postaviti ráčil, v nichžto hojně dosti co ráčíte míti spravovati. | “ |
| — K. Krofta: Dr. V. Mitmánek p. tatíkovi milému, s. 41. | |   |

Proto byl roku 1543 vypovězen ze země. Pobýval v Polsku (Krakov, Didiliv, Zaruddja). Ve vyhnanství zemřel.